# Philoblenna tumida
Philoblenna tumida is een eenoogkreeftjessoort uit de familie van de Philoblennidae. De wetenschappelijke naam van de soort is voor het eerst geldig gepubliceerd in 1981 door Ho.